# Eliseda Dumitru
Eliseda Dumitru (n. 1960, Bacău) este o mezzosoprană de origine română stabilită în Elveția.

## Studii
Formația vocală și-a făcut-o la Școala Folkwang din Essen, câștigând premiul întâi la Concursul Folkwang. A absolvit cu distincție examenul artistic, cât și examenul de concert.

Primul angajament l-a avut la studioul de operă din Düsseldorf.

## Cariera artistică
Din 1993, Eliseda Dumitru aparține ansamblului Stadttheater Bern.
 
A cântat cu succes la:
 
•	Berlin
 
•	Oper am Rhein din Düsseldorf / Duisburg
 
•	Teatro Lirico di Roma
 
•	Opera din Zürich
 
•	Théâtre de Genève
 
•	Lucerna
 
•	Basel
 
•	Paris
  
•	Besançon

•	Wildbad - Festivalul Rossini

Printre roluri se numără :

•	Rosina în Bărbierul din Sevilla
 
•	Edoardo în Edoardo e Cristina
 
•	Angelina in La Cenerentola
 
•	Cherubino din Nunta lui Figaro
 
•	Dorabella în Così fan tutte
 
•	compozitorul în Ariadne din Naxos
 
•	Charlotte Werther
 
•	Hansel-ul lui Humperdinck 

•	Suzuki în Madam Butterfly

•	Carmen de Bizet 

•	Meg din Falstaff de Verdi